# Tot ho faig per tu
 Tot ho faig per tu  (For Pete's Sake) és una pel·lícula estatunidenca dirigida per Peter Yates, estrenada el 1974. Ha estat doblada al català.

## Argument
Henrietta no s'atura davant de res per ajudar el seu marit Pete a tirar endavant, així que quan aquest aconsegueix informació privilegiada per invertir en borsa, ella reuneix 3.000 dòlars, dient-li que els hi ha deixat un oncle ric en lloc de confessar-li que els ha demanat a un prestador. Però la borsa cau i els beneficis es converteixen en pèrdues. A fi de tornar els diners abans que Pete s'adoni que ha demanat un préstec, es veurà ficada en un embolic darrere un altre.

## Repartiment
- Barbra Streisand: Henrietta 'Henry' Robbins
- Michael Sarrazin: Pete Robbins
- Estelle Parsons: Helen Robbins
- Molly Picon: Mrs. Cherry
- Richard Ward: Bernie
- Joseph Maher: Mr. Coates
- Anne Ramsey: Dona del telèfon
- Vincent Schiavelli: Grocery Clerk